# Leucania tibetensis
Leucania tibetensis là một loài bướm đêm trong họ Noctuidae.